# آنتونیو میونیچ
آنتونیو میونیچ (انگلیسی: Antonio Mionić؛ زادهٔ ۳۱ مهٔ ۲۰۰۱) بازیکن فوتبال اهل کرواسی است که هم‌اکنون برای اس کی لیشن بازی می‌کند.
وی همچنین در تیم‌های ملی فوتبال زیر ۱۷ و زیر ۱۹ سال کرواسی بازی کرده‌است.

## دوران باشگاهی
میونیچ، بازیکن سابق آکادمی جوانان باشگاه فوتبال ایسترا ۱۹۶۱، در سال ۲۰۱۸ به آث میلان نقل مکان کرد. در ۳۰ اکتبر ۲۰۱۹، او قرارداد خود را با این باشگاه تا ژوئن ۲۰۲۳ تمدید کرد.
در اوت ۲۰۲۱، میونیچ با یک قرارداد قرضی طولانی مدت به باشگاه حاضر در سری سی، باشگاه فوتبال مونته‌وارچی، پیوست. او اولین بازی حرفه ای خود را در ۵ سپتامبر ۲۰۲۱ در برد ۳–۱ در جریان مسابقات لیگ، مقابل ویرتوس انتلا انجام داد.